# Otohydra tremulans
Espèce
Otohydra tremulans est une espèce de cnidaires de la famille des Otohydridae.

## Répartition
Otohydra tremulans se rencontre dans l'Atlantique nord-est en France.

## Classification
Le nom valide complet (avec auteur) de ce taxon est Otohydra tremulans Lacassagne (d), 1973.
Ce taxon est considéré comme nomen nudum par le WoRMS.
Otohydra tremulans a pour synonyme :
- Octohydra tremulans Lacassagne, 1973 (graphie incorrecte)